# Izet Curi
 (septembre 2021).
Izet Curi est un modéliste, styliste et couturier établi à Paris, spécialisé dans le prêt-à-porter de luxe et ayant abordé la haute couture pour Jean Paul Gaultier. 	
Il dirige son propre atelier de création, ainsi qu’une école de mode, Design Factory, à Pristina au Kosovo et intervient régulièrement auprès d’écoles comme l’IFM ou l’ESMOD dans le cadre du Master de Modélisme off-arts (modélisme créatif).
Depuis 2011, il anime les ateliers de couture et modélisme de Fashion Federation (organisme de certification de diplômes de mode). Il est également nommé directeur artistique de l'entreprise macédonienne Astibo la même année.
Il a notamment conçu les uniformes des pilotes de la Patrouille de France et la décoration de leurs avions, ou encore le costume des hôtesses du Festival de Cannes.

## Biographie

### Enfance
Né le 2 septembre 1948 au Kosovo, il passe son enfance à Skopje, élevé par sa mère en compagnie de ses 8 frères et sœurs. Il débute la couture en 1962, à l'âge de 13 ans. À cette époque, les enfants n’étant scolarisés que le matin, sa mère, afin de lui éviter de vagabonder, impose à tous ses enfants d’apprendre un métier. Elle choisira pour lui : ce sera la couture. Il acceptera sans rechigner, à condition toutefois d’apprendre avec le meilleur artisan: « on a cherché le meilleur couturier, le seul de la ville qui possédait une voiture, ce qui était très rare là bas ». Il y apprendra l’art manuel de la découpe, du moulage, de la broderie et de la confection. En 1966, c’est lui qui dirigera même la boutique.

### Arrivée à Paris
Dans les années 1970, il décide de s'installer à Paris afin de se perfectionner. Il arrive en France, âgé de 21 ans, sans le sou en poche. La majeure partie de ses économies ayant servi à financer le voyage, il ne se passe que peu de temps avant qu’il soit expulsé de son hôtel, qui conservera au passage son passeport et ses bagages. Il réussit tout de même à trouver une place dans l’atelier d’un sous-traitant de la marque Hermès.
Izet Curi parle 7 langues : Albanais, Français, Anglais, Serbo-croate, Macédonien, Bulgare et Turc.

## Débuts

### Hermès International
Par sa qualité, une de ses créations attira l’œil du directeur d’atelier Hermès de l’époque, qui demande immédiatement à rencontrer le jeune Izet. Lui seront alors proposés en 1973, un poste au sein de la prestigieuse entreprise, ainsi que des papiers et un logement. Il accepte et y restera 4 ans.

### Thierry Mugler
En 1975, il fait la rencontre de Thierry Mugler, lequel « a révolutionné la mode de par le style unique et moderne de ses dessins », selon Izet. En 1977, il devient le modéliste de cette toute jeune maison de couture.

### Azzedine Alaïa
Lors de sa collaboration avec Thierry Mugler, il fera la connaissance d’Azzedine Alaïa. En 1981, Izet Curi aidera ce dernier à fonder sa propre maison de couture. Ils travailleront ensemble jusqu'en 1988. En 1994, il y reviendra en tant que directeur technique de ses ateliers de confection.

### Jean Paul Gaultier
C'est en 1997 qu'Izet Curi réalise sa première collection haute couture pour le compte de Jean Paul Gaultier, en qualité de modéliste.  

## Collaborations diverses

### Pour des créateurs
Entre 2000 et 2005, Izet Curi collaborera avec des designers ou des marques renommées tels qu'Anne Valérie Hash, Pascal Humbert, Chloé, ou encore Frédéric Molenac. Puis avec Jean-Claude Jitrois, Chanel ou encore Christian Lacroix entre 2006 et 2007.

### Izet, « le tailleur des stars »
En 1989, Izet Curi a l’opportunité de réaliser des costumes pour le cinéma et le théâtre,. C’est à cette époque qu’il deviendra le tailleur attitré de diverses personnalités telles que Richard Berry, Isabelle Adjani, Christophe Lambert, Josiane Balasko, Gérard Depardieu, Johnny Hallyday ou encore Emir Kusturica.

## À propos